# Гурген II
Гурген II Магистр (*გურგენი II, д/н —1008) — цар Картлі у 1001—1008 роках.

## Життєпис
Походив з династії Багратіоні. Син Баграта II, царя Картлі. У 950-х роках одружився з Гурандухт, донькою абхазького царя Георгія II. У 975 році виступив проти батька, за час якого влада царів підупала, розповсюджувалася лише на Верхнє Тао. Проте більший вплив був у його стрийка Давида III. Для попередження подальшої боротьби за трон було узгоджено, що останній спадкує Баграту II, а Гурген спадкує Давиду III.
У 994 році після смерті батька Гурген стає номінальним співцарем Давида III. Фактично керував у Верхньому Тао, де боровся проти знаті — таваді й мтаварі, що не бажали коритися. У 998 році співправителем Гургена II стає його син Баграт III.
У 1001 році після смерті Давида III стає повновладним царем. Його син продовжував бути його співволодарем. Того ж року намагався дипломатичними заходами запобігти захопленню візантійцями Тао-Кларджеті, проте марно. Але вдалося зберегти у володіння Верхнє Тао, Аджарію, Месхетію, Джавахеті та Шавшеті.
Натомість Гурген II отримав візантійський титул магістра, а його син — куропалата. Таким чином імператор Василь II намагався зіштовхнути батька й сина, оскільки титул Баграта III був більш значущим ніж Гургена II. Але останній не піддався на цю провокацію, прийнявши титул царя царів усіх грузин. Натомість намагався відвоювати Тао-Кларджеті, але 1002 року зазнав поразки від візантійців на чолі із Никифором Ураном.
В подальшому намагався не проводити активну зовнішню політику, зосередивши зусилля на економічному та політичному зміцненню царства, а також підготовці війська. Помер 1008 року. Йому спадкував син Баграт III.